# W.S. Gilbert

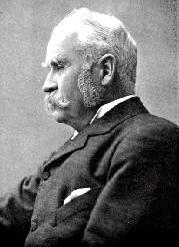
W. S. Gilbert

William Schwenck Gilbert, född 18 november 1836 i London, död 29 maj 1911 i Harrow Weald i London Borough of Harrow i Greater London, var en brittisk operett- och manusförfattare.

## Biografi
Gilbert började sin litterära karriär med att skriva humoristiska verser som publicerades i bland annat tidskriften Fun. Hans humoristiska dikter kom senare att spridas under titeln Bab ballads. Han övergick senare till att skriva humoristisk-satiriska teaterstycken och inledde ett samarbete med kompositören Arthur Sullivan. De komiska sångstyckena kom att kallas Gilbert & Sullivan-operetter eller Savoyoperor efter teatern i London, där de uppfördes från 1882.
Gilbert drunknade i sin egen sjö, som tillhörde hans lantegendom Grim's Dyke nära London. Han simmade där tillsammans med två damer, varav den ena fick problem. Gilbert försökte hjälpa henne, men sjönk plötsligt till botten, drabbad av en hjärtattack.

## Teaterstycken (urval)
- The palace of truth 1870
- Trial by jury 1875
- H.M.S. Pinafore 1876
- The Pirates of Penzance 1879
- The Mikado 1885 (svensk bearbetning av Harald Molander 1890)
- The yeomen of the guard 1888
- The gondoliers 1889
- The grand duke 1896